# Komáří vrch (kulle)
Komáří vrch är en kulle i Tjeckien.   Den ligger i regionen Hradec Králové, i den nordöstra delen av landet, 150 km öster om huvudstaden Prag. Toppen på Komáří vrch är 992 meter över havet. Komáří vrch ingår i Orlické Hory.
Terrängen runt Komáří vrch är huvudsakligen lite kuperad.Runt Komáří vrch är det ganska glesbefolkat, med 27 invånare per kvadratkilometer. Närmaste större samhälle är Žamberk, 16,2 km söder om Komáří vrch. Omgivningarna runt Komáří vrch är en mosaik av jordbruksmark och naturlig växtlighet.